# Адам фон Тьоринг цум Щайн
Адам фон Тьоринг цум Щайн (на немски: Adam von Törring zum Stein;* 19 януари 1523; † 18 декември 1580 в Залцбург) е благородник, имперски фрайхер от фамилията „Тьоринг“ в район Траунщайн в Горна Бавария, господар на Щайн ан дер Траун.
Той е вторият син (от девет сина) на Kaspar III фон Тьоринг цум Щайн, Пертенщайн (1486 – 1560) и съпругата му Маргарета фон Тьоринг († 1553/1554), дъщеря на Файт фон Тьоринг-Жетенбах-Зеефелд-Винхьоринг (1461 – 1503) и Магдалена фон Танберг († 1553). Правнук е на Георг III фон Тьоринг († 1476) и фрайин Агнес фон Рехберг († 1489). 
Брат е на фрайхер Йохан Георг VI фон Тьоринг-Зеефелд (1521 – 1589) и фрайхер Ханс Файт фон Тьоринг-Жетенбах-Туслинг-Мьодлинг (1524 – 1582).
Фамилията е спомената за пръв път в документи през 1120/1130 г. и живее от 13 век в дворец Щайн ан дер Траун, днес част от Траунройт. От 1270 г. резиденцията е в замък Тьоринг, споменат като „castrum Torringa“. Замъкът е разрушен през 1421/1422 г. по време на конфликт на Каспер фон Тьоринг през войната на Георг III от Графството Хаг срещу баварския херцог Хайнрих XVI. Родът се разделя на клоновете „Тьоринг-Щайн“, „Тьоринг-Жетенбах“ и „Тьоринг-Зеефелд“.
Адам фон Тьоринг е издигнат на имперски фрайхер на 3 юни 1566 г. заедно с братята му.
Адам пада от коня си и умира на 18 декември 1580 г. в Залцбург.
Син му е Ладислаус Освалд фон Тьоринг и Тенглинг цум Щайн е издигнат на граф на 21 октомври 1630 г. по време на Курфюрсткото събрание в Регенсбург. Дворецът Шайн ан дер Траун е продаден през 1633 на графовете Фугер фон Кирхберг. Линията Щайн изчезва през 1744 г. с граф Йохан Франц Адам II фон Тьоринг-Щайн (* 16 декември 1700; † 3 февруари 1744).

## Фамилия
Адам фон Тьоринг се жени на 9 януари 1564 г. в Щайн за Барбара фон Грайфензее (* ок. 1534; † 8 февруари 1632, Пертенщайн), дъщеря на Георг фон Грайфензее и Барбара Куен фон Белази. Те имат един син:
- Ладислаус Освалд фон Тоеринг и Тенглинг цум Щайн (* 20 юли 1566, Щайн ан дер Траун; † 12 декември 1638), граф (1630 г.), администратор при баварския курфюрст Максимилиан I, женен I. на 25 ноември 1590 г. в Аугсбург за Катарина Фугер (* 9 октомври 1575; † 16 май 1607), II. на 13 май 1613 г. за фрайин Мария Катарина фон Гумпенберг († 25 март 1662); има общо 9 пораснали деца